# Feldbahn der Bobongan-Plantage
| Bobongan-Plantage          | Bobongan-Plantage   |
| -------------------------- | ------------------- |
| Bobongan-Kokosnussplantage |                     |
| Spurweite:                 | 600 mm (Schmalspur) |
|                            |                     |

Die Feldbahn der Bobongan-Plantage war eine Schmalspurbahn auf einer Kokosnussplantage bei Perbaoengan in der Nähe von Rantauparapat in der Labuhan Batu Regency auf der indonesischen Insel Sumatra.

## Streckenverlauf
Die Feldbahn führte aus der Kokosnussplantage zum südlich davon gelegenen Bahnhof Perbaoengan der Deli Spoorweg Maatschappij. Um 1893 führte auch ein tragbares Gleis über den S. Parbaoengan-Fluss in Richtung Osten.